# دومينيك ماكافري
دومينيك ماكافري (بالإنجليزية: Dominick McCaffrey)‏ مواليد 24 سبتمبر 1863 في بيتسبرغ - الوفاة 29 ديسمبر 1926، كان ملاكم أيرلندي صنّف ضمن فئة الوزن المتوسط. في سنة 1885 أخسر أمام بطل الوزن الثقيل جون إل سوليفان.

## روابط خارجية
- دومينيك ماكافري على موقع بوكس ريك (الإنجليزية) (registration required)